# Haematopota latifascia
Haematopota latifascia är en tvåvingeart som beskrevs av Ricardo 1911. Haematopota latifascia ingår i släktet Haematopota och familjen bromsar. Inga underarter finns listade i Catalogue of Life.